# 第19步兵師 (德國國防軍)
第19步兵師（德語：19. Infanterie-Division）是威瑪共和國防衛軍陸軍、納粹德國國防軍陸軍的一個步兵師。該師於1934年10月在汉诺威組建。
第二次世界大戰期間，該師參與入侵波蘭、入侵法國行動。
該師最後於1940年11月，改編為第19裝甲師。第19步兵師番號直到1945年德國投降再也沒有重新使用。

## 引用
1. ↑  Mitcham, p. 149